# Orientelmis sinensis
Orientelmis sinensis là một loài bọ cánh cứng trong họ Elmidae. Loài này được Shepard miêu tả khoa học năm 1998.